# Соколув-Подляски (гмина)
Соколув-Подляски (пол. Sokołów Podlaski) — сельская гмина (волость) в Польше, входит как административная единица в Соколувский повет, Мазовецкое воеводство. Население — 6467 человек (на 2005 год).

## Демография
| Перепись                       | Всего   | Всего | Женщины | Женщины | Мужчины | Мужчины |
| ------------------------------ | ------- | ----- | ------- | ------- | ------- | ------- |
| Единицы                        | человек | %     | человек | %       | человек | %       |
| Население                      | 6476    | 100   | 3165    | 48,9    | 3302    | 51,1    |
| Плотность населения (чел./км²) | 47,2    | 47,2  | 23,1    | 23,1    | 24,1    | 24,1    |

## Поселения
1. Бахожа
2. Бартош
3. Бжозув
4. Бжозув-Колёня
5. Буды-Купентыньске
6. Хмелев
7. Червонка
8. Домброва
9. Дольне-Поле
10. Дзегетня
11. Эмилианув
12. Грохув
13. Юстынув
14. Карлюсин
15. Каролев
16. Косерады-Вельке
17. Костки
18. Краснодембы-Касмы
19. Краснодембы-Рафалы
20. Краснодембы-Сыпытки
21. Красув
22. Лубянки
23. Нова-Весь
24. Подкупентын
25. Подрогув
26. Погожель
27. Пшезьдзятка-Колёня
28. Пшивузки
29. Скибнев-Курче
30. Скибнев-Подавце
31. Валерув
32. Выромб
33. Венже
34. Вулька-Медзыньска
35. Зомбкув
36. Зомбкув-Колёня
37. Жанецин

## Соседние гмины
1. Гмина Беляны
2. Гмина Косув-Ляцки
3. Гмина Лив
4. Гмина Медзна
5. Гмина Репки
6. Гмина Сабне
7. Соколув-Подляски
8. Венгрув
9. Гмина Седльце
10. Гмина Яблонна-Ляцка
11. Гмина Стердынь